# Gustaf Cederschiöld (språkvetare)
Johan Gustaf Christoffer Cederschiöld, född 25 juni 1849 i Jakob och Johannes församling i Stockholm, död 5 maj 1928 i Lund, var en svensk språkforskare och ordboksredaktör.

## Biografi
Cederschiöld blev 1868 student vid Lunds universitet, 1873 filosofie kandidat och 1874 filosofie doktor samt var 1875–83 docent i nordiska språk. Han företog 1870 och 1871 studieresor till Danmark och Tyskland samt 1877 och 1878 till Tyskland, England och Frankrike. Åren 1882–90 var han föreståndare för Göteborgs nya elementarläroverk för flickor samt 1884–86 därjämte lärare och 1885–86 studierektor vid Kjellbergska skolans seminarieavdelning. Åren 1885–88 var han ledamot av Kommittén för undersökning av undervisningen i de enskilda flickskolorna. Åren 1889–94 var han ånyo docent i Lund, och 1893–1914 professor i nordiska språk vid Göteborgs högskola.
Han bedrev en betydande språkvetenskaplig författarverksamhet och var från 1889 medarbetare i redaktionen för Svenska Akademiens "Ordbok öfver svenska språket". År 1885 valdes han till medlem av Vetenskaps- och vitterhetssamhället i Göteborg och 1904 av Norske Videnskabs Selskabet i Kristiania. Han blev ledamot av Videnskabernes Selskab 1910, Humanistiska vetenskapssamfundet i Lund 1919 och hedersledamot av Svenska litteratursällskapet i Finland 1911 samt hedersledamot av Hið Islenska Bókmentafjelag 1915. År 1902 tilldelade Svenska akademien honom Kungliga priset.
Cederschiöld gav bland annat ut: Svensk läsebok (i fyra delar), Om Erikskrönikan, Framtidssvenska, Svensk stilistik, men Cederschiöld är mest känd för sitt verk Om svenskan som skriftspråk (första upplagan 1897; utgiven i fem upplagor) där han förtjänstfullt och för sin tid mycket framsynt utreder skillnader mellan skrivet och talat språk. Verket är aktuellt och relevant än idag för den som arbetar med talspråksstudier. Han observerar i verket också skillnader mellan manligt och kvinnligt språk – ett område som då inte berörts av forskningen i någon väsentlig grad.
Gustaf Cederschiöld var son till expeditionssekreterare Gustaf Cederschiöld i adelsätten Cederschiöld  och Wilhelmina, född Borg, samt gifte sig 1880 med Lovisa (Lova) Widegren (född 1860 i Västerstad i Malmöhus län, död 1933 i Lund). De blev föräldrar till Vilhelm och Gunnar Cederschiöld. Makarna Cederschiöld vilar på Östra kyrkogården i Lund.

## Tryckta skrifter
Se S Grén Broberg, "Johan Gustaf Christoffer Cederschiölds bibliografi. Förteckning öfver professor J.G.C. Cederschiölds intill den 11 maj 1914 från trycket utgifna skrifter, uppsatser och recensioner", tryckt i Svenska studier tillägnade Gustaf Cederschiöld den 25 juni 1914 utgivna genom Svenska modersmålslärareföreningens arbetsutskott, Lund 1914, s. 456-483
- Gustaf Cederschiöld: Briefe an Hugo Gering und Eugen Mogk. Unter Mitarbeit v. Birgit Hoffmann hrsg. v. Hans Fix (Saarbrücken, AQ-Verlag, 2016, 630 S. ISBN 978-3-942701-23-5)

## Priser och utmärkelser
- 1902 – Kungliga priset